# خليج بروناي
خليج بروناي يقع على الساحل الشمالي الغربي لجزيرة بورنيو، في شرق بندر سري بكاوان بروناي، ماليزيا.
يعتبر بوابة المحيط إلى منطقة تيمبورونغ المعزولة في بروناي، مفصولة عن بقية بروناي من ولاية سراوق الماليزية المحيطة بها إلى الخليج.
من المقرر الانتهاء من إنشاء طريق جديد بطول 30 كم (19 ميل) يربط منطقتي موارا وتيمبورونغ في بروناي في عام 2018.